# La Villette (Parigi)
La Villette è il 73º quartiere amministrativo di Parigi, situato nel XIX arrondissement, nella zona nord orientale della capitale.

## Geografia fisica
Il quartiere Villette è costituito dalla zona ovest del XIX arrondissement di Parigi.
Confini:
- nord-est: confina con il quartiere Pont-de-Flandre: rue de l'Ourcq
- sud-est: confina con il quartiere Combat: rue de Meaux e avenue Jean-Jaurès
- sud-ovest: confina con il X arrondissement: boulevard de la Villette
- nord-ovest: confina con il XVIII arrondissement: rue d'Aubervilliers

## Storia
Il quartiere de La Villette deriva dall'antico villaggio omonimo, uno dei quattro comuni integralmente annessi a Parigi (e quindi scomparsi) nel 1860.

## Monumenti e luoghi d'interesse
- Cité de la musique
  - Musée de la musique
- Immeuble-tour, 1 rue Duvergier
- Antichi depositi dei Magazzini Generali, rue de Crimée
- Cimitero degli Juifs Portugais de Paris, 44 avenue de Flandre
- Porte de Flamands, 69 rue de Flandre
- Complesso residenziale "les Orgues de Flandre", 67-107 rue de Flandre / 14/24 rue Archereau
- Chiesa di "Saint-Jacques-Saint-Christophe", place de Bitche
- Palestra e stabilimento balneare comunale, avenue Jean-Jaures
- Conservatorio municipale "Jacques-Ibert", 79-83 rue Armand-Carrel
- Sinagoga "Michkenot Israël", rue Jean-Nohain
- Parc de la Villette, il più grande parco di Parigi (55 ettari)
- Bassin de la Villette, il più grande lago artificiale di Parigi, sulle cui sponde sorgono:
  - I vecchi magazzini generali, oggi trasformati nel complesso residenziale abitativo studentesco della "Cité universitaire";
  - L'ultimo ponte levatoio rimasto a Parigi: il "pont levant de la rue de Crimée";
  - I complessi cinematografici multisala "MK2", Quai de Loire / Quai de Seine;
  - La "place de la Bataille-de-Stalingrad" e la "rotonde de la Villette".